# Jean-Victor Chebrou de La Roulière
Jean-Victor-Madeleine Chebrou de La Roulière est un officier et homme politique français né le 19 novembre 1768 à Niort et mort le 30 juillet 1845 dans la même ville.

## Biographie

### Famille et origines
La famille Chebrou de La Roulière, originaire du Poitou, a pour premier aïeul connu Mathurin Chebrou, né en 1571 et mort en 1625, marié à Françoise Arnault. Elle est anoblie en 1736, puis récipiendaire d'un titre de Chevalier de l'Empire par lettres patentes le 19 juin 1813. Les Chebrou de La Roulière portent D'azur au cerf grimpant d'argent.
Fils d'Antoine-Jean Chebrou de Lespinats (1726-1804) et d'Anne-Elisabeth Pastour de Neufville de Belloy, Jean-Victor Chebrou de La Roulière épouse en 1806 Suzanne-Esther Bourasseau de La Renollière (30 avril 1785 - 17 juin 1857), dont quatre enfants.

### Carrière militaire
Sous-lieutenant dans Colonel Général des Dragons sous le nom de de Chebrou, La Roulière émigre le 16 juin 1792 et sert dans l'Armée des Princes pendant la campagne de 1792, puis dans l'Armée de Condé au sein de la 3e compagnie de l'infanterie noble.
Mousquetaire au sein du régiment de Hompech, il est blessé à l'affaire d'Oder-Kamlack le 13 août 1796 avant d'être nommé officier du génie attaché au quartier général de l'armée anglaise. Il rentre en France le 7 floréal, an IX.
Dès lors, il devient membre du conseil général des Deux-Sèvres en 1806 puis lieutenant de louveterie en 1810.
Au retour des Bourbons, il fait partie de la députation qui porte au roi l'adresse de fidélité du département. La Roulière est ensuite nommé maire de Niort puis président du conseil général, fonctions qu'il conserve pendant les Cent-Jours.
Président du collège électoral de Niort sous la seconde Restauration, il est élu député centriste par le collège de département le 22 août 1815. Jean-Victor Chebrou de La Roulière est réélu à la Chambre le 25 février 1824 et siège parmi les ministériels.
Chebrou de la Roulière reste maire de Niort jusqu'à la révolution de Juillet.
Il meurt au château des Loges le 30 juillet 1845.

### Ouvrages
- « Jean-Victor Chebrou de La Roulière », dans Adolphe Robert et Gaston Cougny, Dictionnaire des parlementaires français, Edgar Bourloton, 1889-1891 [détail de l’édition]